# 中央労働災害防止協会
中央労働災害防止協会（ちゅうおうろうどうさいがいぼうしきょうかい）は、労働災害防止団体法に基づき、1964年（昭和39年）に設立された団体である。厚生労働省所管の認可法人であったが、2000年（平成12年）6月19日に特別民間法人となった。略は中災防。

## 事業
事業主の自主的な労働災害防止活動の促進するため以下の事業を行っている。
- ゼロ災（災害ゼロを目指す）運動の推進とＫＹＴ（危険予知訓練）の講習会開催
- 技能講習及び特別教育の指導者育成
- 技能講習及び特別教育に関連した労働安全衛生の書籍の出版
- 労働災害防止のための調査研究
- 職場復帰支援の手引きの作成
- 安全衛生活動支援(安全衛生診断、化学物質の測定・分析、ストレスチェックサービス等)

## 正会員

### 労働災害防止協会
- 建設業労働災害防止協会
- 陸上貨物運送事業労働災害防止協会
- 港湾貨物運送事業労働災害防止協会
- 林業・木材製造業労働災害防止協会

### 事業主団体
- 日本経済団体連合会
- 日本金属プレス工業協会
- セメント協会
- 日本工作機械工業会
- 電機・電子・情報通信産業経営者連盟
- 日本鍛圧機械工業会
- 日本肥料アンモニア協会
- 石油連盟
- 日本ソーダ工業会
- 電線工業経営者連盟
- 石炭エネルギーセンター
- 全国ビルメンテナンス協会
- 日本化学繊維協会
- 全国警備業協会
- 日本造船工業会
- 全国造船安全衛生対策推進本部
- 全国タイヤ商工協同組合連合会
- 日本電気協会
- 送電線建設技術研究会
- 日本ガス協会
- 日本損害保険協会
- 日本機械工業連合会
- 全国農業協同組合中央会
- 日本鉄鋼連盟
- 日本倉庫協会
- 日本化学工業協会
- 日本陶業連盟
- 塩ビ工業・環境協会
- 硝子繊維協会
- せんい強化セメント板協会
- 日本食品機械工業会
- 日本自動車工業会
- 日本フードサービス協会
- 日本ゴム工業会
- 日本在外企業協会
- 日本石綿協会
- 日本紡績協会
- 全国クリーニング生活衛生同業組合連合会
- 日本民営鉄道協会
- ロックウール工業会
- 日本くん蒸技術協会
- 全国中小企業団体中央会
- 日本べんとう振興協会
- 電気事業連合会
- 新日本スーパーマーケット協会
- 日本チェーンストア協会
- 日本自動車整備振興会連合会
- 全国産業廃棄物連合会
- 化成品工業協会
- 日本自動車部品工業会
- 日本無機薬品協会
- 日本自動車車体工業会
- 日本アルミニウム協会
- 石油化学工業協会
- 日本製紙連合会
- 日本火薬工業会

### 都道府県労働基準協会連合会等
- 北海道労働基準協会連合会
- 青森県労働基準協会
- 岩手労働基準協会
- 宮城労働基準協会
- 秋田県労働基準協会
- 山形県労働基準協会連合会
- 福島県労働基準協会
- 茨城労働基準協会連合会
- 栃木県労働基準協会連合会
- 群馬労働基準協会連合会
- 埼玉労働基準協会連合会
- 千葉県労働基準協会連合会
- 東京労働基準協会連合会
- 神奈川労務安全衛生協会
- 新潟県労働基準協会連合会
- 新潟県労働衛生医学協会
- 富山県労働基準協会
- 石川県労働基準協会連合会
- 福井県労働基準協会
- 山梨県労働基準協会連合会
- 長野県労働基準協会連合会
- 岐阜県労働基準協会連合会
- 静岡県労働基準協会連合会
- 愛知労働基準協会
- 三重労働基準協会連合会
- 滋賀労働基準協会
- 京都労働基準連合会
- 大阪労働基準連合会
- 兵庫労働基準連合会
- 奈良県労働基準協会
- 和歌山県労働基準連合
- 鳥取県労働基準協会
- 島根労働基準協会
- 岡山県労働基準協会
- 広島県労働基準協会
- 山口県労働基準協会連合会
- 徳島県労働基準協会連合会
- 香川労働基準協会
- 愛媛労働基準協会連合会
- 高知県労働基準協会連合会
- 福岡県労働基準協会連合会
- 佐賀県労働基準協会
- 長崎県労働基準協会
- 熊本県労働基準協会
- 大分県労働基準協会
- 宮崎労働基準協会
- 鹿児島県労働基準協会
- 沖縄県労働基準協会

### その他の労働安全衛生推進団体
- 日本産業衛生学会
- 全国労働衛生団体連合
- 建設荷役車両安全技術協会
- 全国労働衛生団体連合会
- 産業安全技術協会
- 日本クレーン協会
- 日本保安用品協会
- 安全衛生技術試験協会
- 仮設工業会
- 日本作業環境測定協会
- 地方公務員安全衛生推進協会
- ボイラ・クレーン安全協会
- 産業医学振興財団
- 日本労働安全衛生コンサルタント会
- 全国登録教習機関協会
- 日本ボイラ協会
- 日本労働災害防止推進会